# Medisch rampenplan
Een medisch rampenplan is een speciaal (onderdeel van een) rampenplan dat wordt gebruikt bij grote ongevallen en rampen met vele slachtoffers die medische zorgen nodig hebben, zoals vliegrampen, kettingbotsingen of terroristische aanslagen.

## België
De rampenplannen heten in België officieel de nood- en interventieplannen (NIP's). Alle hulpverleningsdiensten die hulp bieden in het kader van de nood- en interventieplannen zijn onderverdeeld in vijf disciplines. Discipline 2 omvat de medische, sanitaire en psychosociale hulpverlening. Naast de algemene nood- en interventieplannen (ANIP's) die de algemene bepalingen uitzetten voor alle diensten, moet elke discipline ook zijn eigen monodisciplinair interventieplan opstellen. Dat moet ervoor zorgen dat de hulpverleningsdiensten kunnen optreden voordat of zonder dat er een centrale coördinatie ontplooid is. Voor de medische, sanitaire en psychosociale hulpverlening bestaat dit monodisciplinaire interventieplan uit het Medisch Interventieplan (MIP), het Psychosociaal Interventieplan (PSIP), het Sanitair Interventieplan (SIP) en het Plan Risico’s & Manifestaties (PRIMA).

## Nederland
In Nederland berust de coördinatie van de medische hulpverlening bij de GHOR.